# دينيس مورين
دينيس مورين (بالإنجليزية: Dennis Muren)‏ (و. 1946  م) هو فنان أمريكي، ولد في غلينديل، كاليفورنيا.

## التعليم
تعلم في كلية باسادينا سيتي ‏
.

## جوائز وترشيحات
حصل على جوائز منها:
- جائزة الأوسكار للإنجاز المميز  [لغات أخرى]‏ (1981)
- جائزة الأوسكار لأفضل تأثيرات بصرية، عن عمل: الهاوية
- جائزة الأوسكار لأفضل تأثيرات بصرية، عن عمل: تيرميناتور 2: يوم الحساب
- جائزة الأوسكار لأفضل تأثيرات بصرية، عن عمل: الفضاء الداخلي
- جائزة الأوسكار لأفضل تأثيرات بصرية، عن عمل: إي تي
- جائزة الأوسكار لأفضل تأثيرات بصرية، عن عمل: إنديانا جونز ومعبد الهلاك
- جائزة الأوسكار لأفضل تأثيرات بصرية، عن عمل: الحديقة الجوارسية

ترشح لـ:
- جائزة الأوسكار لأفضل تأثيرات بصرية، عن عمل: Dragonslayer (1981 film) [الإنجليزية]‏
- جائزة الأوسكار لأفضل تأثيرات بصرية، عن عمل: الحديقة الجوارسية
- جائزة الأوسكار لأفضل تأثيرات بصرية، عن عمل: تيرميناتور 2: يوم الحساب
- جائزة الأوسكار لأفضل تأثيرات بصرية، عن عمل: العالم المفقود: الحديقة الجوراسية
- جائزة الأوسكار لأفضل تأثيرات بصرية، عن عمل: حرب النجوم الجزء الأول: تهديد الشبح
- جائزة الأوسكار لأفضل تأثيرات بصرية، عن عمل: أي آي : الذكاء الاصطناعي
- جائزة الأوسكار لأفضل تأثيرات بصرية، عن عمل: الهاوية
- جائزة الأوسكار لأفضل تأثيرات بصرية، عن عمل: الفضاء الداخلي
- جائزة الأوسكار لأفضل تأثيرات بصرية، عن عمل: إي تي
- جائزة الأوسكار لأفضل تأثيرات بصرية، عن عمل: الصفصاف
- جائزة الأوسكار لأفضل تأثيرات بصرية، عن عمل: إنديانا جونز ومعبد الهلاك
- جائزة الأوسكار لأفضل تأثيرات بصرية، عن عمل: Young Sherlock Holmes [الإنجليزية]‏
- جائزة الأوسكار لأفضل تأثيرات بصرية، عن عمل: حرب العوالم.

## وصلات خارجية
- دينيس مورين على موقع IMDb (الإنجليزية)
- دينيس مورين على موقع إن إن دي بي (الإنجليزية)
- دينيس مورين على موقع قاعدة بيانات الفيلم (الإنجليزية)

- دينيس مورين في قاعدة بيانات الأفلام على الإنترنت